# 维希区
维希区（法語：arrondissement de Vichy）是法国阿列省所辖的一个区。总面积2265.5平方公里，总人口124995，人口密度55人/平方公里（2018年）。主要城镇为维希。

## 辖区
维希区辖有119个市镇。